# أغاثوكليس البختري
أغاثوكليس البختري كان ملكاً من الملوك الإغريقيين البختريين الهنود، والذي حكم في الفترة ما بين 190-180 سنة قبل الميلاد.
لا توجد الكثير من المعلومات عن هذه الشخصية؛ ولكن عثر على كمية معتبرة من النقود المعدنية المسكوك عليها صورته.